# Kemmler (rappeur)
 (juillet 2025).
Kemmler ou Kem, nom de scène de Yoann Houazi[réf. nécessaire], est un rappeur, chanteur et parolier français, né le 1er janvier 1990[réf. nécessaire] . Avant de se lancer dans une carrière solo, Kemmler est membre du groupe Renega qu'il forme avec Verbal.

## Biographie

### Naissance et début
Kemmler qui est né le 1er janvier 1990 est marseillais. C'est à l'âge de 14 ans qu'il fait ses premiers pas dans le monde musical avec ses amis. S'essayant au rap dans la cour de leur collège, ils se voient proposer un atelier d'écriture par un adulte. Dans un premier temps, leur réponse est non mais ils finissent plus tard à aimer la chose, les mots. Il dit lors d'une interview: 

« Je suis très focalisé sur les mots. Je ne laisse rien au hasard, les sons sont énormément travaillés. »

Cet amour pour les lettres, il le réaffirme lors d'un entretien en disant:

« (...) . J’ai très rapidement aimé jouer avec les mots, et c’est encore le cas aujourd’hui(...). »

Dans le cadre cet atelier d'écritures, il monte le duo Renega avec Verbal, un de ses amis. Ce duo va très vite leur ouvrir  les portes de la scène. Ils vont ainsi connaître très tôt la notoriété en gagnant des trophées dont celui de la compétition de rap « Planète jeunes » organisée par la cité phocéenne.

## Ep et albums
Après avoir sorti plusieurs clips et un même un EP gratuit, Kemmler sort son premier album intitulé Rose en 2018. Cet album est composé de 15 titres:  
- Moi aussi
- Dansé
- Trouble en featuring avec NTO
- Solide
- Voir demain
- C'est l'heure en featuring avec Joachim Pastor
- Across
- Tout parier en featuring avec NTO
- Mona Lisa
- Dix du Bayern
- Minuit passé en featuring avec Joachim Pastor
- Elle m'a quitté en featuring avec Joachim Pastor
- J'avoue en featuring avec NTO
- Pardonne les
- Faire mieux

Après la sortie de cet album, Kemmler se voit inviter par Youssoupha,.

En 2020, il décide de sortir son deuxième album qu'il veut évolutif. De ce nouvel album, il sort un premier EP intitulé Gris et plus tard le second EP qui porte le titre de Cœur. Les titres de ces EP se retrouvent intégralement dans son album "Gris Cœur" sorti en 2021:
- Gris cœur
- Au singulier
- Cœur mouillé en featuring avec Chilla
- A cause d'elle en featuring avec Youssoupha
- Cœurs de robots
- J'suis naze
- Grâce à moi
- Pourquoi
- J'ai rien fait
- Comme si tout allait bien
- En même temps
- Reste avec
- Je veux tout
- Cœur à l'envers
- Absolution
- Hier
- Dis-moi tout
- Mon bébé
- Ça me gêne
- Confinez moi avec elle
- Différent

En septembre 2022, il sort son album "&Moi",,,, composé de 14 titres dont 6 en featuring.
- Fin
- Relation toxique en featuring avec KIK
- Cœur cœur cœur
- Tombé en featuring avec Emma Peters
- Nirvhanna
- Crever c'est en featuring avec Sofiane
- Contre moi
- Ex-terlude
- Le temps en featuring avec Léa Castel
- Tout quitter
- Chagrin d'Ami en featuring avec Mosimann
- Quelque part en featuring avec Amir
- Elles-terlude
- Besoin de

En 2024 il sort son album "Alain" composé de 13 titres dont 2 featurings. Cet album est dédié à son père Alain qui se bat actuellement contre le cancer.
- Alain
- Merci pour rien
- Je fume
- Je parle de toi
- Pardonnez-moi
- Lendemain en featuring avec Loud
- Mauvais
- Oublie-moi
- Jul
- Mature
- Mieux demain
- Tout sauf toi en featuring avec Naë
- Alainfini